# Luigi Longo
Luigi Longo, pseud. Gallo (ur. 15 marca 1900 Fubine, zm. 16 października 1980 Rzym) – włoski i międzynarodowy działacz ruchu robotniczego, uczestnik wojny domowej w Hiszpanii i II wojny światowej, poseł do parlamentu Włoch.

## Życiorys
Urodził się w miejscowości Fubine, gdzie spędził lat młodości. Następnie podjął studia na Politechnice w Turynie, gdzie wstąpił do Włoskiej Partii Socjalistycznej.
W trakcie swojej działalności związał się z działaczami lewego skrzydła partii – Antonio Gramsci i Palmiro Togliatti. W 1921 roku był uczestnikiem kongresu Włoskiej Partii Socjalistycznej, w trakcie którego doszło do podziału partii. Działacze, którzy odeszli z partii utworzyli Włoską Partię Komunistyczną. Wśród jej założycieli był Luigi Longo.
Został wtedy przywódcą młodzieżówki partii – Włoskiej Komunistycznej Federacji Młodzieży. Jako zdecydowany przeciwnik Mussoliniego musi w 1922 roku opuścić Włochy udając się na emigrację do Francji. W 1927 roku wszedł w skład kierownictwa Włoskiej Partii Komunistycznej i kierował jej nielegalną działalnością. W trakcie pobyty we Francji kilkakrotnie udaje się do Moskwy. W 1933 roku wchodzi w skład kierownictwa Kominternu. W 1934 roku uczestniczył w rozmowach, a następnie podpisał porozumienie między Włoską Partią Komunistyczną a Włoską Partią Socjalistyczną.
Po wybuchu hiszpańskiej wojny domowej w 1936 roku udaje się do Hiszpanii, gdzie jest organizatorem, a następnie w latach 1936–1939 inspektorem generalnym brygad międzynarodowych wtedy używa pseudonimu Gallo. Po zakończeniu wojny w Hiszpanii wraca do Francji, gdzie zostaje zatrzymany i internowany w obozie w Vernet. Przebywa tam w latach 1939–1941, kiedy zostaje przekazany do Włoch. We Włoszech zostaje on internowany w obozie w Ventotene. W obozie tym przebywa do momentu upadku Mussoliniego i opuszcza obóz 25 lipca 1943 roku.
Po zajęciu północnych Włoch przez Niemców i powstaniu tam Republiki Salò Longo stanął na czele organizowanych przez Włoską Partię Komunistyczną Brygad Garibaldiego, które w krótkim czasie stały się główną siłą włoskiego ruchu oporu. Po utworzeniu w 1944 roku dowództwa wszystkich oddziałów wojskowych na terenach okupowanych przez Niemców – CVL (Corpo Vollontari della Liberta – Korpus Ochotników Wolności) wspólnie z Ferruccio Parrim jest faktycznym ich dowódcą.
W 1945 roku zostaje zastępcą sekretarza generalnego Włoskiej Partii Komunistycznej, a od 1946 roku posłem do parlamentu.
W 1964 roku po śmierci Palmiro Togliattiego zostaje najpierw sekretarzem generalnym, później przewodniczącym Włoskiej Partii Komunistycznej. Funkcję tę pełni do 1972 roku, gdy ustępuje ze stanowiska z uwagi na stan zdrowia, a na swoje miejsce wyznacza Enrico Berlinguera. Jest jednak aż do śmierci w 1980 roku honorowym przewodniczącym partii. Zmarł w Rzymie.
Z okazji 80 urodzin został odznaczony przez Radę Państwa PRL Wielką Wstęgą Orderu Zasługi Polskiej Rzeczypospolitej Ludowej.

## Twórczość
- Un anno di guerra in Spagna (1938),
- Walka narodu włoskiego o wolność (1947, wydana w Polsce w 1955),
- Brygady Międzynarodowe w Hiszpanii (1956, wydana w Polsce w 1961 przez wydawnictwo Książka i Wiedza[2].
- Revisionismo nuovo e antico (1957),
- Il Miracolo economico italiano e la critica marxista (1962)[3]